# Rivalità 49ers-Seahawks
La rivalità tra 49ers e Seahawks è una rivalità tra i San Francisco 49ers e i Seattle Seahawks della National Football League. Il punteggio delle sfide tra le due squadre è di 30–21 in favore dei Seahawks.

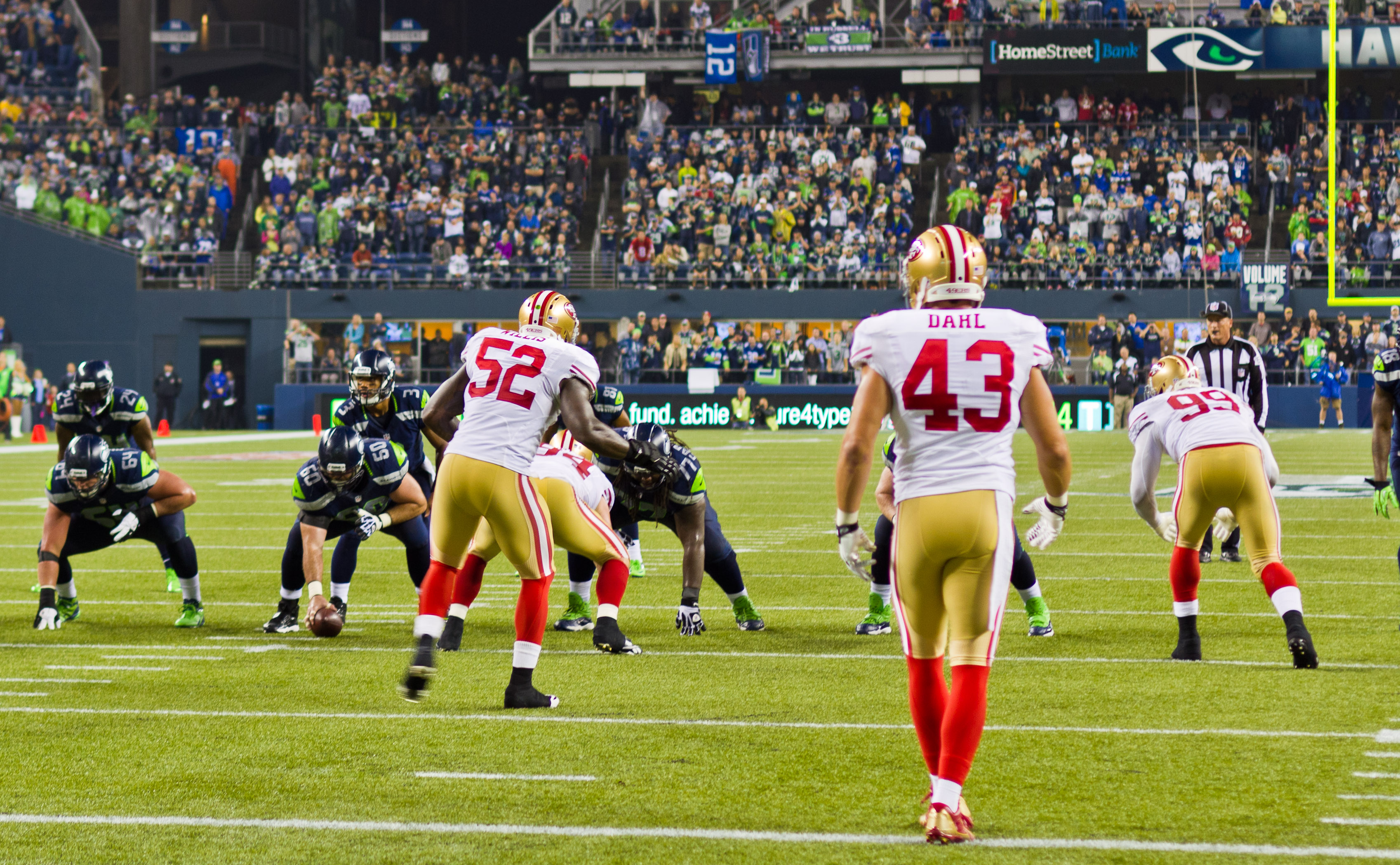
La gara del settembre 2013 a Seattle.

La due squadre non erano rivali fino al 2002, quando Seattle ritornò nella NFC per la prima volta dal 1976. Prima del 2002, i 49ers guidavano la serie per 4–2, ma da quando divennero avversari nella stessa division nel 2002, i Seahawks guidano la serie 13–11. In origine, la rivalità fu piuttosto a senso unico, coi Seahawks che vinsero 8 incontri su 12 nel periodo 2002–2007. Dal 2008, i 49ers hanno iniziato a competere coi Seahawks con più intensità, portandosi su un record parziale di 6-5 da allora. Questa rivalità un tempo non era considerata significativa, dal momento che le due squadre avevano una scarsa storia una contro l'altra, ed entrambe avevano sperimentato lunghi periodi di generale mediocrità. Per esempio, mentre i Seahawks vinsero quattro titoli di division nel periodo 2004–2007, i 49ers i finirono sempre terzi o quarti e non ebbero una stagione con un saldo positivo di vittorie fino al 2010. Al contrario, i Seahawks ebbero stagioni con bilanci negativi dal 2008 al 2011.
La rivalità si intensificò nel 2011 quando due allenatori già rivali quando erano alla guida delle rispettive formazioni nel college football, Pete Carroll a USC e Jim Harbaugh alla Stanford University, furono ingaggiati rispettivamente dai Seahawks nel 2010 e dai 49ers nel 2011. Entrambe le squadre scelsero nel Draft dei giovani quarterback mobili per guidare le franchigie: Seattle puntò su Russell Wilson mentre San Francisco su Colin Kaepernick. I due allenatori riportarono entrambe le squadre ai playoff e da allora la division è sempre stata vinta dai Seahawks o dai 49ers.
Il 19 gennaio 2014, per la prima volta le due squadre si affrontarono nei playoff durante la finale della NFC in casa di Seattle, con in palio l'accesso al Super Bowl XLVIII. A trionfare furono i Seahawks dopo una combattuta partita conclusa con un passaggio deviato da Richard Sherman, che Harbaugh aveva allenato a Stanford. A raggiungere la finalissima fu dunque Seattle, un anno dopo i 49ers che avevano rappresentato la NFC nella stagione 2012.

## Risultati[6]
Vittoria dei 49ers
     Vittoria dei Seahawks
|  | Pareggio |  | Incontro di playoff |  | Dopo i tempi supplementari |

### Pre-NFC West (49ers 4–2)
| Anno | Data                   | Vincitore           | Risultato | Perdente            | Serie    | Stadio           |
| ---- | ---------------------- | ------------------- | --------- | ------------------- | -------- | ---------------- |
| 1976 | Domenica, 26 settembre | San Francisco 49ers | 37–21     | Seattle Seahawks    | SF 1–0   | Kingdome         |
| 1979 | Domenica, October 7    | Seattle Seahawks    | 35–24     | San Francisco 49ers | Pari 1–1 | Candlestick Park |
| 1985 | Lunedì, 25 novembre    | San Francisco 49ers | 19–6      | Seattle Seahawks    | SF 2–1   | Candlestick Park |
| 1988 | Domenica, 25 settembre | San Francisco 49ers | 38–7      | Seattle Seahawks    | SF 3–1   | Kingdome         |
| 1991 | Domenica, 8 dicembre   | San Francisco 49ers | 24–22     | Seattle Seahawks    | SF 4–1   | Kingdome         |
| 1997 | Domenica, 21 dicembre  | Seattle Seahawks    | 38–9      | San Francisco 49ers | SF 4–2   | Kingdome         |

### Anni 2000 (Seahawks 10–6)
| Anno | Data                   | Vincitore           | Risultato   | Perdente            | Serie     | Stadio                                     |
| ---- | ---------------------- | ------------------- | ----------- | ------------------- | --------- | ------------------------------------------ |
| 2002 | Lunedì, 14 ottobre     | San Francisco 49ers | 28–21       | Seattle Seahawks    | SF 5–2    | Seahawks Stadium                           |
| 2002 | Domenica, 1º dicembre  | San Francisco 49ers | 31–24       | Seattle Seahawks    | SF 6–2    | San Francisco Stadium at Candlestick Point |
| 2003 | Domenica, 12 ottobre   | Seattle Seahawks    | 20–19       | San Francisco 49ers | SF 6–3    | Seahawks Stadium                           |
| 2003 | Sabato, 27 dicembre    | Seattle Seahawks    | 24–17       | San Francisco 49ers | SF 6–4    | San Francisco Stadium at Candlestick Point |
| 2004 | Domenica, 26 settembre | Seattle Seahawks    | 34–0        | San Francisco 49ers | SF 6–5    | Qwest Field                                |
| 2004 | Domenica, 7 novembre   | Seattle Seahawks    | 42–27       | San Francisco 49ers | Pari 6–6  | Monster Park                               |
| 2005 | Domenica, 20 novembre  | Seattle Seahawks    | 27–25       | San Francisco 49ers | SEA 7–6   | Monster Park                               |
| 2005 | Domenica, 11 dicembre  | Seattle Seahawks    | 41–3        | San Francisco 49ers | SEA 8–6   | Qwest Field                                |
| 2006 | Domenica, 19 novembre  | San Francisco 49ers | 20–14       | Seattle Seahawks    | SEA 8–7   | Monster Park                               |
| 2006 | Giovedì, 14 dicembre   | San Francisco 49ers | 24–14       | Seattle Seahawks    | Pari 8–8  | Qwest Field                                |
| 2007 | Domenica, 30 settembre | Seattle Seahawks    | 23–3        | San Francisco 49ers | SEA 9–8   | Monster Park                               |
| 2007 | Lunedì, 12 novembre    | Seattle Seahawks    | 24–0        | San Francisco 49ers | SEA 10–8  | Qwest Field                                |
| 2008 | Domenica, 14 settembre | San Francisco 49ers | 33–30 (DTS) | Seattle Seahawks    | SEA 10–9  | Qwest Field                                |
| 2008 | Domenica, 26 ottobre   | Seattle Seahawks    | 34–13       | San Francisco 49ers | SEA 11–9  | Candlestick Park                           |
| 2009 | Domenica, 20 settembre | San Francisco 49ers | 23–10       | Seattle Seahawks    | SEA 11–10 | Candlestick Park                           |
| 2009 | Domenica, 6 dicembre   | Seattle Seahawks    | 20–17       | San Francisco 49ers | SEA 12–10 | Qwest Field                                |

### Anni 2010 (Seahawks 12–5)
| Anno | Data                      | Vincitore           | Risultato | Perdente            | Serie      | Stadio            |
| ---- | ------------------------- | ------------------- | --------- | ------------------- | ---------- | ----------------- |
| 2010 | Domenica, 12 settembre    | Seattle Seahawks    | 31–6      | San Francisco 49ers | SEA 13–10  | Qwest Field       |
| 2010 | Domenica, 12 dicembre     | San Francisco 49ers | 40–21     | Seattle Seahawks    | SEA 13–11  | Candlestick Park  |
| 2011 | Domenica, 11 settembre    | San Francisco 49ers | 33–17     | Seattle Seahawks    | SEA 13–12  | Candlestick Park  |
| 2011 | Sabato, 24 dicembre       | San Francisco 49ers | 19–17     | Seattle Seahawks    | Pari 13–13 | CenturyLink Field |
| 2012 | Giovedì, 18 ottobre       | San Francisco 49ers | 13–6      | Seattle Seahawks    | SF 14–13   | Candlestick Park  |
| 2012 | Domenica, 23 dicembre     | Seattle Seahawks    | 42–13     | San Francisco 49ers | Pari 14–14 | CenturyLink Field |
| 2013 | Domenica, 15 settembre    | Seattle Seahawks    | 29–3      | San Francisco 49ers | SEA 15–14  | CenturyLink Field |
| 2013 | Domenica, 8 dicembre      | San Francisco 49ers | 19–17     | Seattle Seahawks    | Pari 15–15 | Candlestick Park  |
| 2013 | Domenica, 19 gennaio 2014 | Seattle Seahawks    | 23–17     | San Francisco 49ers | SEA 16–15  | CenturyLink Field |
| 2014 | Giovedì, 27 novembre      | Seattle Seahawks    | 19–3      | San Francisco 49ers | SEA 17–15  | Levi's Stadium    |
| 2014 | Domenica, 14 dicembre     | Seattle Seahawks    | 17-7      | San Francisco 49ers | SEA 18-15  | CenturyLink Field |
| 2015 | Giovedì, 22 ottobre       | Seattle Seahawks    | 20–3      | San Francisco 49ers | SEA 19–15  | Levi's Stadium    |
| 2015 | Domenica, 22 novembre     | Seattle Seahawks    | 29–13     | San Francisco 49ers | SEA 20–15  | CenturyLink Field |
| 2016 | Domenica, 25 settembre    | Seattle Seahawks    | 37–18     | San Francisco 49ers | SEA 21–15  | CenturyLink Field |
| 2016 | Domenica, 1º gennaio 2017 | Seattle Seahawks    | 25–23     | San Francisco 49ers | SEA 22–15  | Levi's Stadium    |
| 2017 | Domenica, 17 settembre    | Seattle Seahawks    | 12–9      | San Francisco 49ers | SEA 23–15  | CenturyLink Field |
| 2017 | Domenica, 26 novembre     | Seattle Seahawks    | 24–13     | San Francisco 49ers | SEA 24–15  | Levi's Stadium    |